# Абдулово (Ермекеевский район)
Абду́лово (баш. Абдулла) — село в Ермекеевском районе Башкортостана, входит в состав Старотураевского сельсовета.

## История
Село Абдулово было основано в 1-й половине XVIII века башкирами Кыр-Еланской волости на собственных вотчинных землях.
По договорам 1755, 1781, 1816 годов о припуске здесь поселились тептяри, ясачные и чемоданные (занятые на перевозке почты) татары.

## Географическое положение
Расстояние до:
- районного центра (Ермекеево): 40 км,
- центра сельсовета (Старотураево): 8 км,
- ближайшей ж/д станции (Туймазы): 58 км.

## Население
| 2002 | 2009 | 2010 |
| ---- | ---- | ---- |
| 253  | ↗278 | ↘230 |

Живут башкиры, татары (2002).
Согласно переписи 2002 года, преобладающая национальность — башкиры (94 %).